# 17932 Вішванатан
17932 Вішванатан (17932 Viswanathan) — астероїд головного поясу, відкритий 6 квітня 1999 року.
Тіссеранів параметр щодо Юпітера — 3,548.